# 左宗棠墓
左宗棠墓（さそうとうぼ）は、清の軍事家・左宗棠の墓。湖南省長沙市雨花区跳馬鎮白竹村に位置する。

## 歴史
1885年、左宗棠は福建省福州で死去。翌年、家族は遺体を現在の湖南省長沙市雨花区跳馬鎮白竹村に埋葬した。1986年、没後100周年を記念して、湖南省人民政府が墓地の再建を行った。1996年1月4日、湖南省人民政府は左宗棠墓を湖南省重点文物保護単位に認定した。

## 建築
墓地、墓台、墓囲、墓欄、墓冢、石柱、香炉、香案。

## ギャラリー

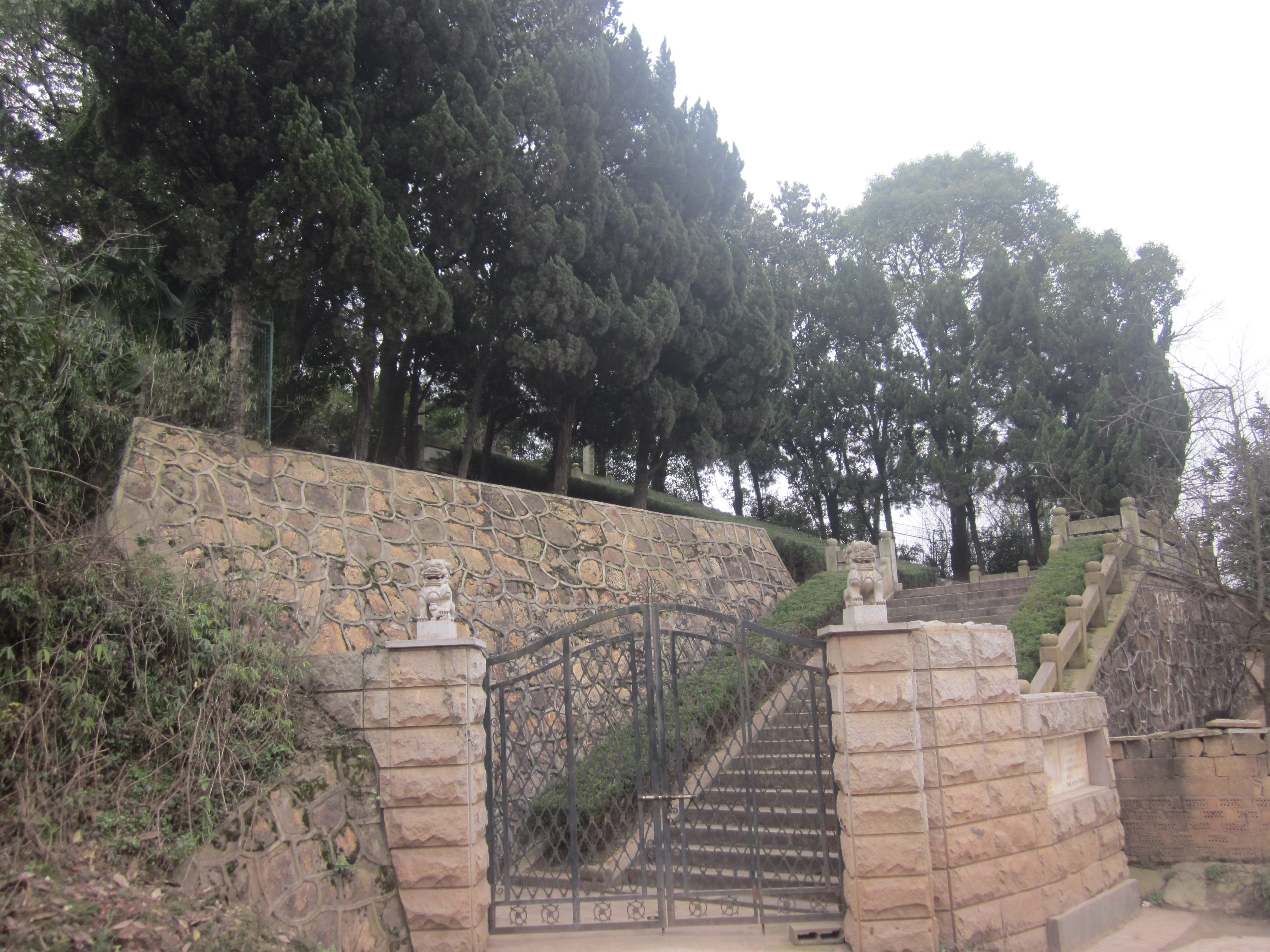
左宗棠墓入口
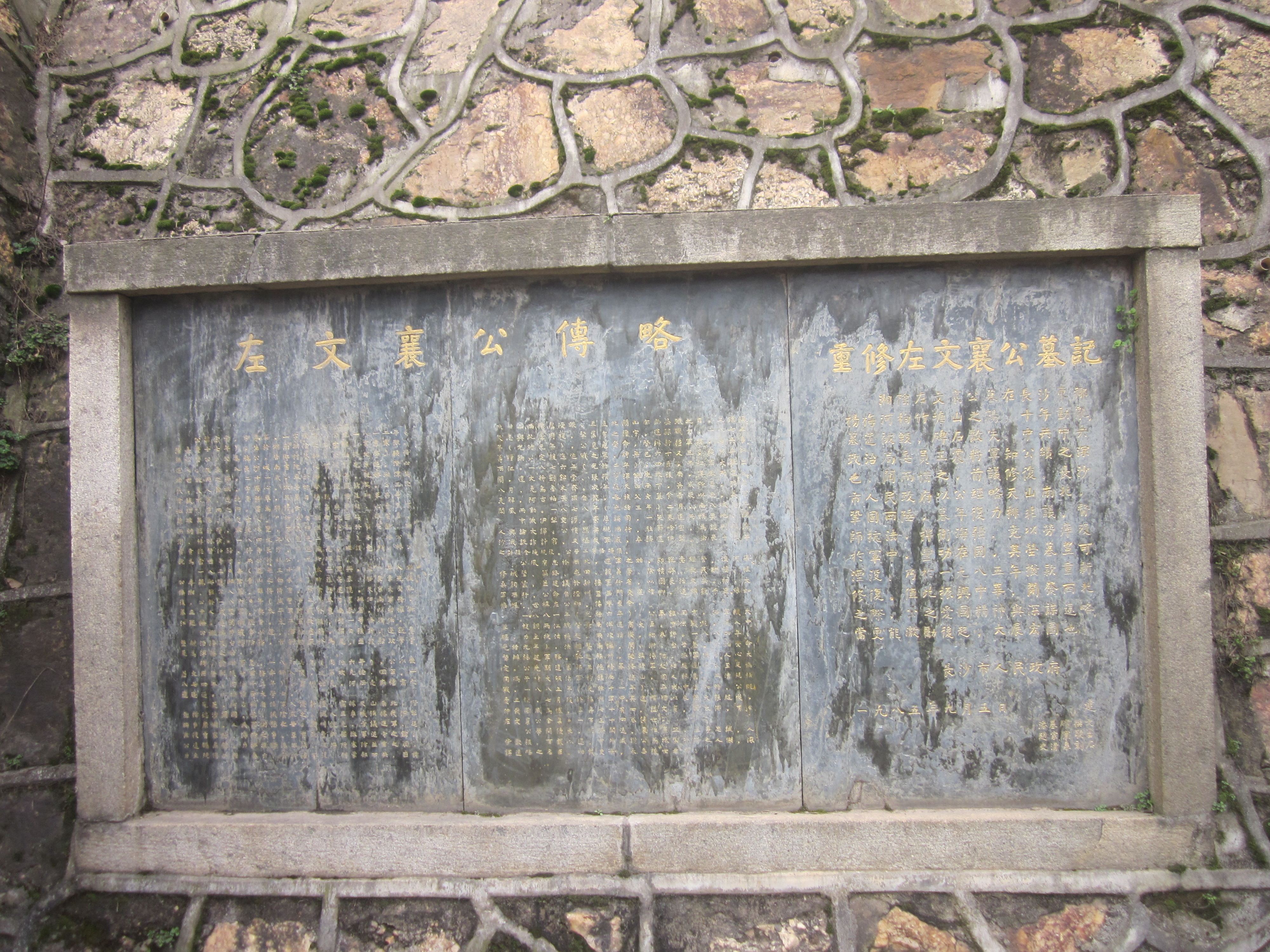
碑刻
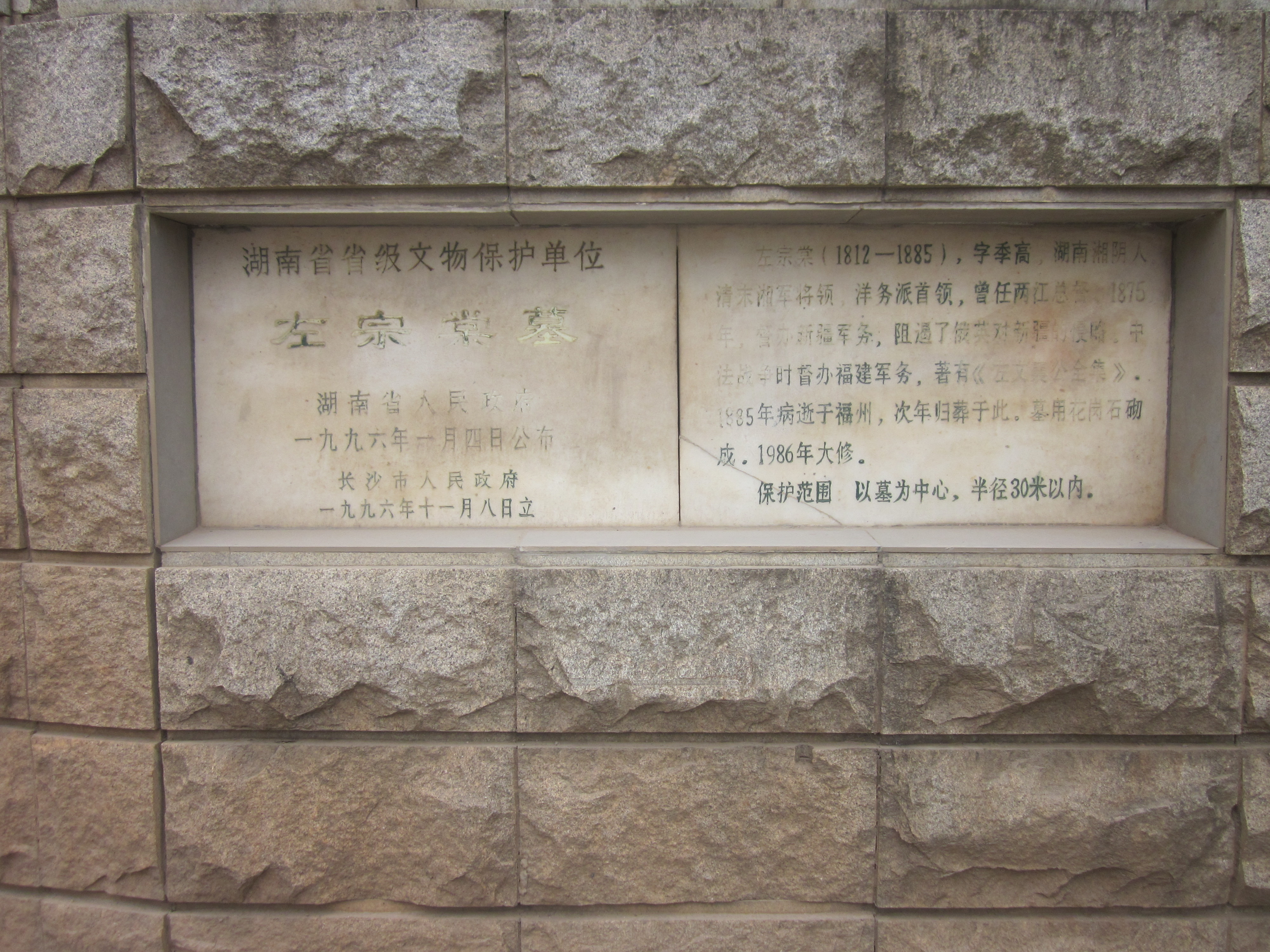
碑刻
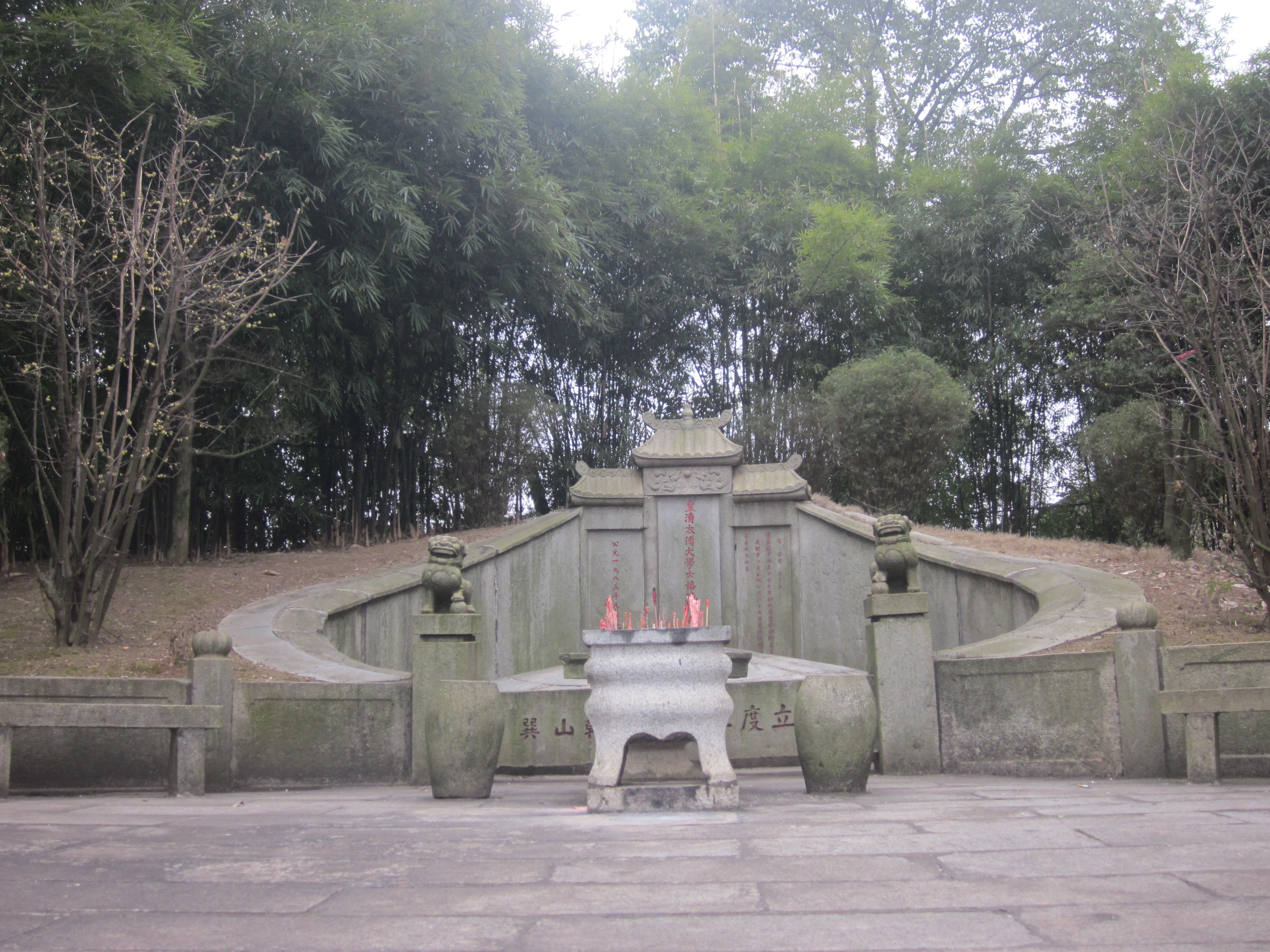
墓地
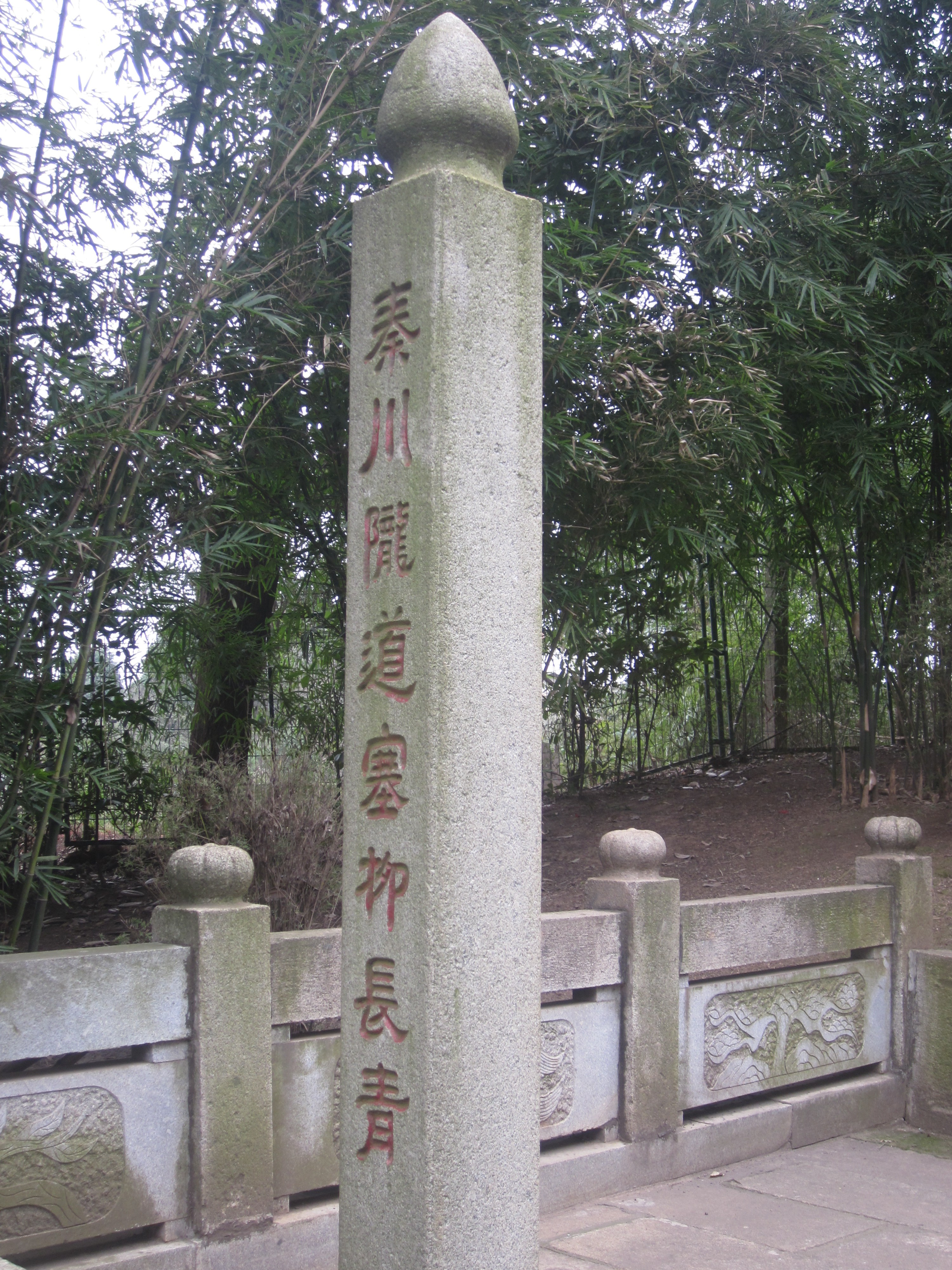
石柱
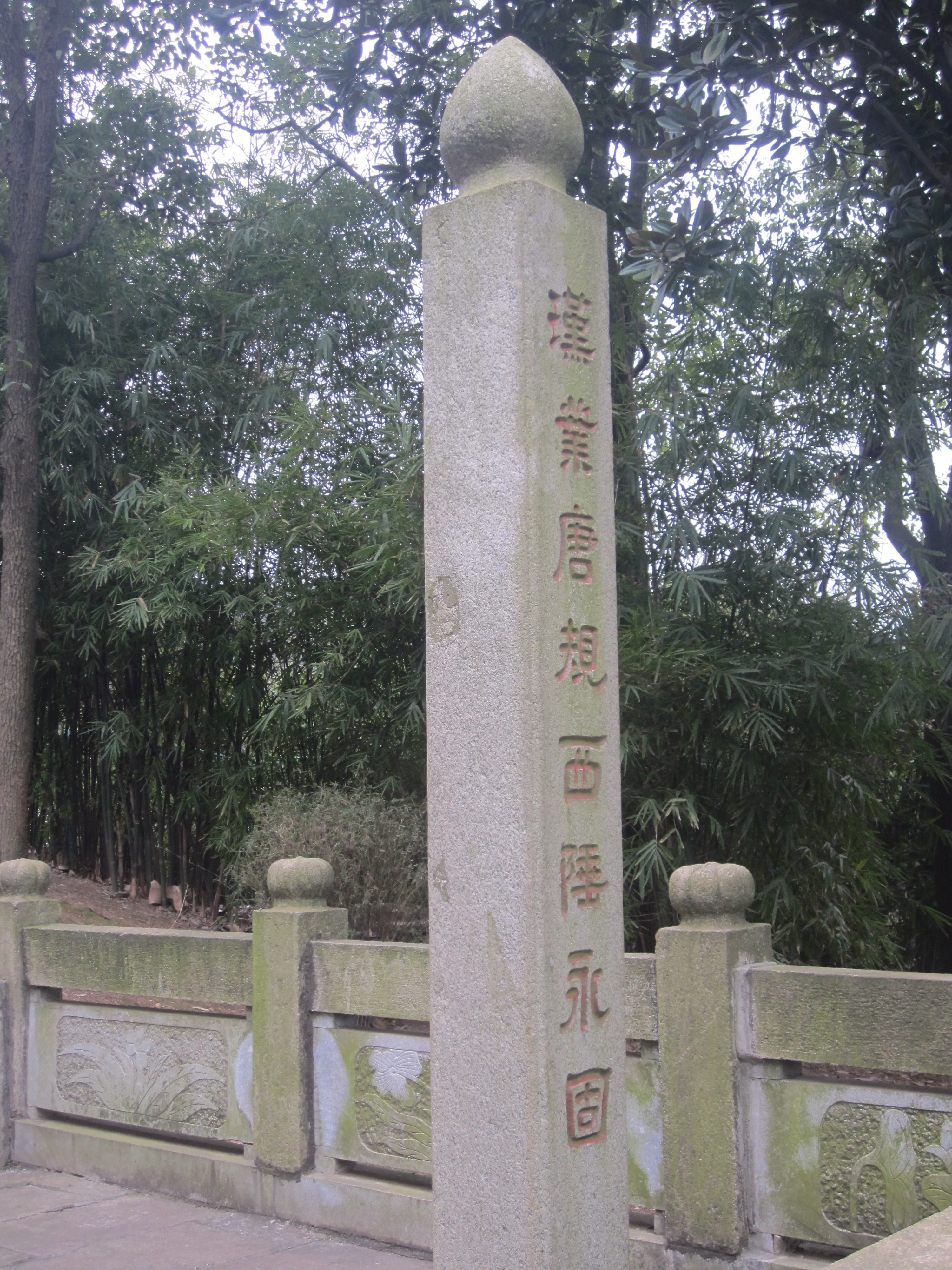
石柱